# Channel Four Television Corporation
A Channel Four Television Corporation é uma rede de televisão do Reino Unido privado, criada por um ato do Parlamento britânico.
Deve seu nome Channel 4 ao fato de que na fundação em 1982 no Reino Unido existiram apenas três estações, ambos os canais BBC,  BBC 1 e BBC Two e ITV. O Parlamento do Reino Unido  decidiu criar um quarto programa. Em 2 de novembro de 1982, Channel 4 foi ao ar. Em 1990, a estação foi privatizada.

## Televisão

### Canais Channel Four
| Logótipo | Canal     | Descrição | Fundação                        |
| -------- | --------- | --- | ------------------------------- |
|          | Channel 4 | Principal canal da Channel Four Television Corporation, com programação com predominância nas notícias, dramaturgia, documentários, programas para crianças e comédia.                 | 2 de novembro de 1982 (42 anos) |
|          | 4seven    | | 4 de julho de 2012 (12 anos)    |
|          | Film4     | Canal que emite cinema e programas relacionados. | 1 de novembro de 1998 (26 anos) |
|          | E4        | Canal de entretenimento cujo público-alvo são pessoas com idades entre os 15 e os 35 anos. Emite séries americanas e britânica.                                                        | 18 de janeiro de 2001 (24 anos) |
|          | More4     | Canal cuja programação se centra em lifestyle, documentários e arte, mas também emite algumas series e programas americanos e alguns programas repetidos do canal principal Channel 4. | 10 de outubro de 2005 (19 anos) |
|          | 4Music    | Canal dirigido à música. | 15 de agosto de 2008 (16 anos)  |
|          | S4C       | S4C y Channel 4 | 1 de novembro de 1982 (42 anos) |